# 75e régiment d'infanterie (Autriche-Hongrie)
Pour les articles homonymes, voir 75e régiment.
Le 75e régiment d'infanterie, connu à partir de 1867 comme 75e régiment d'infanterie « baron von David », est une unité d'infanterie de l'armée commune austro-hongroise. Régiment formé en 1860, il est dissous en 1918.

## Création et différentes dénominations
- 1860 : création du 75e régiment d'infanterie « comte Folliot de Crenneville (en) » (Infanterieregiment Graf Folliot de Crenneville Nr. 75)[1],[2]
- 1888 : 75e régiment d'infanterie « roi Christian IX du Danemark » (Infanterieregiment Christian IX, König von Dänemark, Nr. 75)[1]
- 1906 : 75e régiment d'infanterie « roi Frédéric VIII du Danemark » (Infanterieregiment Friedrich VIII, König von Dänemark, Nr. 75)[1]
- 1912 : 75e régiment d'infanterie} (Infanterieregiment Nr. 75)[1]
- 1918 : dissous

## Historique
Le régiment est créé le 1er février 1860 avec un bataillon de chacun des 11e (pl), 12e (pl) et 21e régiments d'infanterie (pl).
En 1914, il est en garnison à Salzbourg et Neuhaus (aujourd'hui Jindřichův Hradec en Tchéquie). En 1917-1918, le régiment est réorganisé : il reçoit le IVe bataillon du 91e régiment d'infanterie (sl) et perd ses IIe et IVe bataillons qui rejoignent les nouveaux 112e (sl) et 136e régiments d'infanterie (sl).

## Uniforme
Le régiment porte l'uniforme des régiments « allemands » de l'Armée impériale, avec couleur distinctive bleu clair et boutons blancs. La tunique blanche est cependant remplacée à la fin des années 1860 par une tunique bleu foncé. En 1908 est introduite une tenue de combat gris bleuté (Hechtgrau). En 1915, l'armée austro-hongroise adopte le Feldgrau allemand sous le nom de Feldgrün mais différentes nuances d'uniformes cohabitent jusqu'à la fin de la guerre.
En 1917, l'armée abandonne officiellement le système d'uniformes hongrois et allemands, ainsi que les couleurs distinctives régimentaires, les régiments se distinguant maintenant par des numéros (bleus pour l'infanterie) cousus sur l'uniforme.